# Фурсенко, Андрей Александрович
Андре́й Алекса́ндрович Фу́рсенко (род. 17 июля 1949, Ленинград) — российский государственный деятель. Помощник президента Российской Федерации (с 21 мая 2012 года). Действительный государственный советник Российской Федерации 1 класса (2012).
Министр образования и науки Российской Федерации (2004—2012). Исполняющий обязанности министра промышленности, науки и технологий (2003—2004).  Член попечительского совета Российского совета по международным делам (2011). 12 декабря 2013 года В. В. Путин своим указом назначил Фурсенко председателем попечительского совета Российского научного фонда.

## Семья
- Отец — историк, академик РАН Александр Александрович Фурсенко.
- Брат — Сергей Александрович Фурсенко (в 2003—2008 годах — генеральный директор ООО «Лентрансгаз», дочернего предприятия ОАО «Газпром», в 2010—2012 годах — Президент Российского футбольного союза).
- Дед — Александр Васильевич Фурсенко (1903—1975), член-корреспондент АН БССР, специалист в области палеонтологии и нефтяной геологии.
- Знаменитые предки:
  - Лев Николаевич Перовский (1816—1890), государственный деятель, санкт-петербургский губернатор, прадед Александра Васильевича Фурсенко и отец Софьи Перовской;
  - Николай Иванович Перовский (1785—1858), губернатор Таврической губернии, феодосийский градоначальник, отец Льва Николаевича Перовского;
  - Алексей Кириллович Разумовский (1748—1822), граф,  2-й министр народного просвещения Российской империи, отец Николая Ивановича Перовского;
  - Кирилл Григорьевич Разумовский (1728—1803), придворный, государственный деятель, президент Петербургской академии наук, основатель графского и княжеского рода Разумовских.

## Образование и карьера
В 1971 году окончил математико-механический факультет Ленинградского государственного университета имени А. А. Жданова. Кандидат физико-математических наук (1978, диссертация «Численное исследование внутренних течений проводящего газа в электрическом и магнитном полях»), доктор физико-математических наук (1990, диссертация «Численное моделирование нестационарных разрывных газодинамических течений»).
- В 1971—1991 годах — стажёр-исследователь, младший научный сотрудник, заведующий лабораторией, заместитель директора по научной работе, ведущий научный сотрудник Физико-технического института имени А. Ф. Иоффе АН СССР в Ленинграде. Специалист в области вычислительной физики.
- В 1991—1993 годах — вице-президент АО «Центр перспективных технологий и разработок» (Санкт-Петербург). Его непосредственным начальником был Юрий Ковальчук.
- В 1994—2001 годах — генеральный директор Регионального фонда научно-технического развития Санкт-Петербурга. При его активном участии были реализованы более 80 высокотехнологичных проектов, для финансирования которых удалось привлечь около 13 млн долл. В 1995 году вступил в партию «Наш дом — Россия».
- С 2000 года — председатель научного совета Фонда «Центр стратегических разработок „Северо-Запад“».

Автор более 100 научных трудов, в том числе посвящённых технологической инновационной деятельности и финансированию научно-технической сферы.

## Государственная деятельность

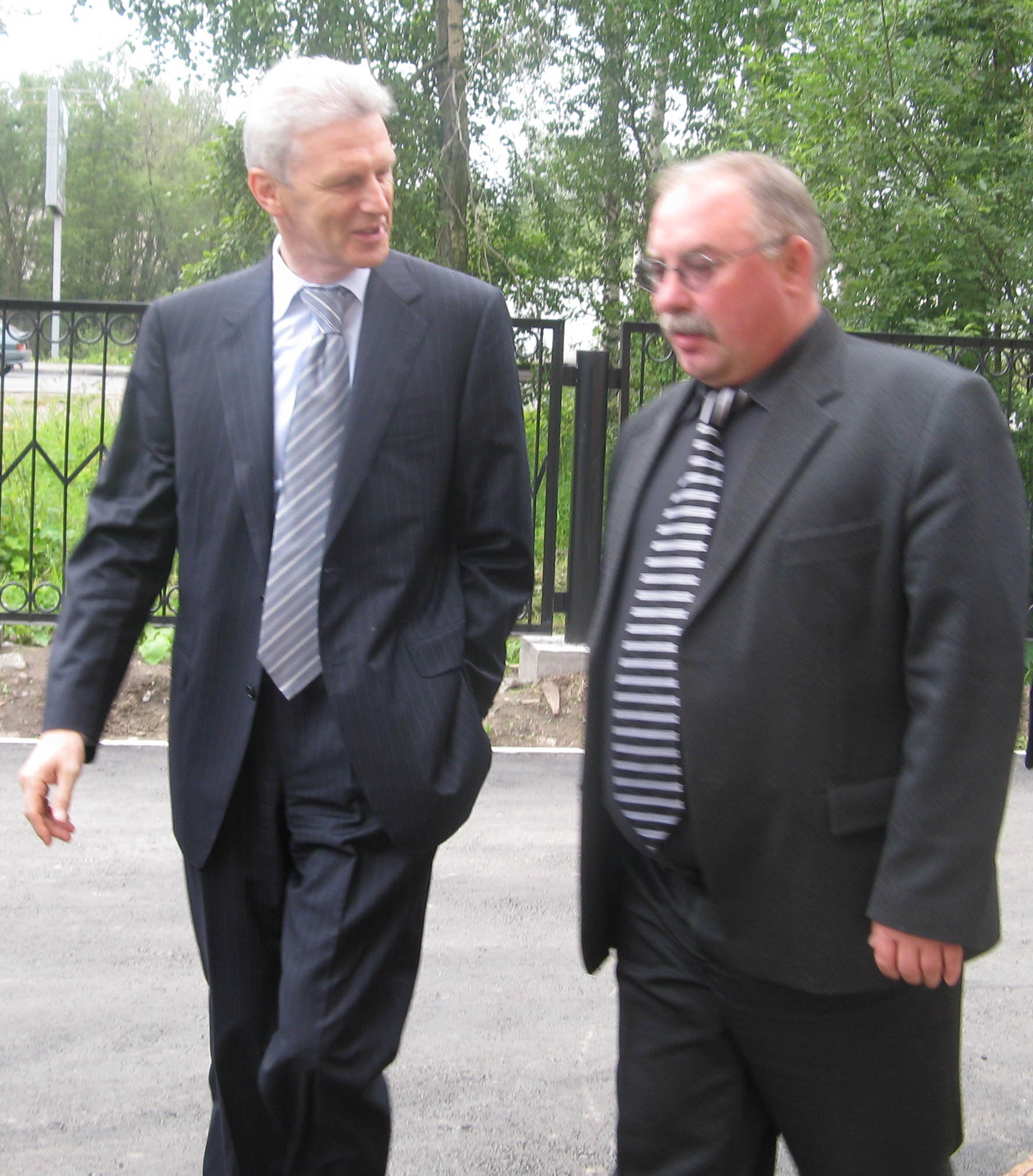
Министр Фурсенко А. А. (слева) с ознакомительным визитом в г. Архангельск.

После избрания в 2000 году В. В. Путина на пост президента России карьера А. Фурсенко продолжилась в Москве. «Новая газета» утверждала, что Фурсенко был соседом В. Путина по дачному кооперативу «Озеро».
- В 2001—2002 — заместитель министра промышленности, науки и технологий Российской Федерации
- С июня 2002 — первый заместитель министра промышленности, науки и технологий Российской Федерации.
- С октября 2003 — и. о. министра промышленности, науки и технологий Российской Федерации.
- С 9 марта 2004 — министр образования и науки Российской Федерации в Правительстве М. Е. Фрадкова.
- 24 сентября 2007 сохранил свой пост в Правительстве В. А. Зубкова.
- С 12 мая 2008 — вновь министр образования и науки в правительстве В. В. Путина. С 11 января 2010 года — член правительственной комиссии по экономическому развитию и интеграции[7].

В период его пребывания на посту первого заместителя министра Минпромнауки России в федеральном бюджете (на 2003) впервые появилась строка «Финансирование научного сопровождения важнейших инновационных проектов государственного значения». Министерством в процессе реформирования системы отечественного образования реализуется Приоритетный национальный проект «Образование» (А.Фурсенко — член Совета при Президенте Российской Федерации по реализации приоритетных национальных проектов и демографической политике). В годы его руководства отраслью происходят изменения в процессе интегрирования науки и высшей школы. А. А. Фурсенко как министр поддерживает продвижение России в Болонский процесс. Сторонник реформирования Российской академии наук, перевода части её сотрудников на коммерческие контракты.
- С 21 мая 2012 — помощник президента Российской Федерации.

### Позиция по реформированию системы образования
Выступает за то, чтобы в школьную программу входил предмет «История мировых религий», а не «Основы православной культуры»; в связи с этим некоторые деятели Русской православной церкви и председатель комитета Госдумы по делам общественных объединений и религиозных организаций Сергей Александрович Попов подвергли его критике.
Считает, что высшая математика убивает творчество и не нужна в средней школе. Ректор МГУ акад. В. А. Садовничий поддержал министра. «Здесь можно абсолютно точно доказать, что это лишнее и перегрузка. А, с другой стороны, школьники меньше знают настоящую школьную арифметику и математику», — заявил он. Более подробно пояснение и обоснование этой точки зрения приведено в ряде трудов д.п.н. проф. В. В. Кумарина, например, в его брошюре «Педагогика стандартности или почему детям плохо в школе» (1996). Смысл тезисов профессора — не в том, чтобы «урезать образовательный паёк» или «недодать положенное», как восприняли краткое заявление Фурсенко ряд граждан (и сразу решили выразить решительное негодование по поводу такого «обделения»), а в том, что навязывание всем учащимся в обязательной средней школе одинаковой программы обучения является грубым пренебрежением законами природы, в частности, существенного разнообразия структуры и величины природных способностей учащихся, что математика — один из наиболее критичных «предметов» в этом отношении из школьной программы, что это пренебрежение десятилетиями наносило и наносит огромный ущерб не только знаниям, но и умственному, физическому и моральному здоровью учащихся. Ещё раньше (в 1987 г.) и также весьма определённо вопрос о неоправданном засилье математики в обязательной средней школе (отмечая при этом, что для специализированных математических школ стандартная школьная программа по математике является явно недостаточной) поставил в своей известной статье «Школа с уклоном в будущее» («ЛГ», 1987 г.) один из известнейших математиков второй половины ХХ столетия, проф. мехмата МГУ М. М. Постников.

#### Отношение к ЕГЭ
Является большим сторонником ЕГЭ. По мнению Фурсенко, ЕГЭ (и олимпиады) «не дают возможности для коррупционных действий»; иначе говоря, «ЕГЭ оставляет меньше возможностей для поступления в вуз по блату». Кроме того, ЕГЭ «даёт гораздо лучшие возможности ребятам со всей России более успешно построить своё будущее», а также «позволит оценить качество школьной подготовки и исправить недостатки школьного образования».

#### Отношение к зарплатам учителей и преподавателей
По словам Фурсенко, на июнь 2010 года средняя зарплата учителей составляла 12 тыс. рублей. В 2006 году министр заявлял, что зарплата учителей должна быть 20—30 тыс. рублей в месяц (на тот момент зарплата учителей составляла 6 тыс. рублей, а для сельских учителей — 4 тыс. рублей в месяц).
В 2011 году на встрече с редакцией газеты «Аргументы и факты» на вопрос, сколько денег требуется, чтобы учителя чувствовали себя нужными, а школы были оборудованы, Фурсенко ответил: «По данным исследований во многих странах, качество образования напрямую не зависит от объёма финансирования. Так что вопрос денег не самый главный… В любой профессии есть люди, хорошо работающие независимо от оплаты». К этому он добавил: «Ещё одна проблема нашего образования — нехватка квалифицированных руководителей».

### Доходы
За 2006 год, по официальным данным, Министр получил доход 2,6 млн рублей.
За 2008 год, по официальным данным Правительства РФ, А. А. Фурсенко получил 4,5 млн рублей.
За 2009 год — 4,9 млн рублей.
Согласно данным, размещённым в декларации, содержащей сведения о доходах, расходах, об имуществе и обязательствах имущественного характера лиц, замещающих государственные должности Российской Федерации, за 2018 года Андрей Фурсенко заработал 9 469 038 рублей. Доход его супруги за тот же период составил 3 782 152 рубля.

## Критика

### Отношение к советскому образованию и формированию человека-творца
По словам заместителя Председателя Комитета по образованию и науке Государственной думы РФ, Председателя движения «Образование для всех» Олега Смолина, Андрей Фурсенко на ежегодном молодёжном форуме на Селигере 23 июля 2007 года сказал, что, по его мнению:
…недостатком советской системы образования была попытка формировать человека-творца, а сейчас задача заключается в том, чтобы взрастить квалифицированного потребителя, способного квалифицированно пользоваться результатами творчества других.
Однако в выпуске «Литературной газеты» непосредственно после форума на Селигере слова министра изложены несколько иначе:
Выступая на конференции, прошедшей в рамках организованного движением „Наши“ всероссийского молодёжного форума „Селигер-2007“, министр образования Андрей Фурсенко посетовал на оставшуюся с советских времён косную систему в своём ведомстве, упорно пытающуюся готовить человека-творца. Ныне же, по мнению министра, главное — взрастить потребителя, который сможет правильно использовать достижения и технологии, разработанные другими».
Акцент на главную цель образования «взрастить потребителя, способного пользоваться достижениями и технологиями, разработанными другими», отмечается и в других публикациях об этом форуме Русский журнал: Необходима решительная смена политики в образовании. По мнению ведущего редактора отдела «Общество» «Литературной газеты» Людмилы Мазуровой, Фурсенко имел в виду задачу взрастить квалифицированного потребителя, способного воспользоваться преимуществами общества знания, воспринимать информацию и правильно использовать достижения и технологии.
Несколько другие акценты расставлены и в материале РИА Новости об интервью министра «Первому каналу» в 2006 году, почти за год до заявлений на Селигере. Фурсенко заявил, что учить людей использовать существующие знания и достижения не менее важно, чем готовить «творцов», создающих что-то новое. Позднее на семинаре в Санкт-Петербургском государственном электротехническом университете ЛЭТИ и на заседании учебно-методического объединения по направлению «Металлургия» в Череповце Фурсенко сказал, что пока идеология образования в большинстве своём осталась прежней, советской: вузы убеждены, что должны готовить творцов, а творцы не всегда и не везде нужны.
Идеология образования осталась той же — мы должны готовить творцов. А нам необходимо прежде всего прививать культуру использования уже имеющихся наработок, следования имеющимся стандартам.
Такая позиция вызвала большой резонанс, высказывались, например, замечания, что ни одна из планируемых жизненно важных для России программ не может быть реализована потребителями-исполнителями, владеющими лишь отвёрточной и сборочной технологиями по чужим схемам.
Однако это заявление основывается на искажении исходной мысли А. А. Фурсенко учить людей использовать существующие знания и достижения не менее важно, чем готовить «творцов», создающих что-то новое, иногда впоследствии неосторожно приводимой им же более кратко.
Смысл мысли, которую изложил А. А. Фурсенко, в том, что попытка готовить человека-творца, «высшей пробы» из каждого учащегося обязательной средней школы всегда будет провальной, поскольку далеко не у каждого учащегося от природы есть соответствующие познавательные способности и интересы их применить. И это не в укор большинству учащихся, а проявление природного биоразнообразия способностей. Более того, попытка заставить стать творцом (и что значит «творцом», то есть лучшим во всех направлениях сразу?) каждого не совпадает не только с возможностями учащихся, но и с текущими потребностями и возможностями общества, а атмосфера принуждения и насилия (как над учащимися, так и над учителями, которых заставляют жёстко следовать единому стандарту), неизбежно складывающаяся в такой школе, приводит к большим накладкам не только в освоении знаний, но и в моральном, умственном и физическом здоровье учащихся, к многочисленным побегам школьников из такой школы и из дома и т. д.
Известный математик, проф. мехмата МГУ М. М. Постников в своей статье «Школа с уклоном в будущее» (ещё в 1987 г.) в связи с этим задал вопрос — «сколько новых математиков на самом деле нужно каждый год обществу» (Иными словами, сколько нужно новых «творцов» по математике). И сам же ответил на него — даже с учётом ускоренного научно-технического прогресса, превратностей судьбы у отдельных учёных (возможные несчастные случаи, болезни и пр.) — хорошо, если 1, ну 3 %. Да, и остальных школьников надо знакомить с математикой, но заметно иначе, чем в сегодняшней российской школе.
Как следствие такой образовательной политики рассматривается и то, что в 2009 году только 40 % первокурсников механико-математического факультета и факультета вычислительной математики и кибернетики МГУ справились с контрольной по материалам ЕГЭ.

### Письмо против реформы творческих учреждений и сомнения в компетентности
В марте 2011 года появилось Открытое письмо президенту с требованием отставки Андрея Фурсенко из-за разрушения им системы музыкальных школ:
Учебные заведения творческой направленности на грани гибели. Причиной тому – вопиющая некомпетентность Министерства образования и науки РФ, которое предпринимает всё, чтобы от лучшего в мире творческого образования ничего не осталось. Вот лишь некоторые факты. Детские школы искусств по непонятным причинам отнесены к системе дополнительного образования и находятся в крайне беззащитном положении. Для их закрытия достаточно распоряжения главы муниципалитета. За последние годы в стране закрылись сотни творческих школ, и это – далеко не предел.
Письмо подписали такие известные деятели отечественной культуры, как Олег Табаков и Владимир Спиваков.

## Санкции
20 марта 2014 года был включён в санкционный список специально обозначенных граждан и заблокированных лиц США за тесные связи с Путиным с 1993 года и как один из возможных соучредителей кооператива «Озеро». 19 июня 2014 года попал под санкции Австралии так как он «выступал за интеграцию системы образования Крыма с российской системой образования». 15 марта 2019 года Канада ввела санкции против Фурсенко «в ответ на продолжающуюся российскую оккупацию Крыма и вооруженное столкновение в Керченском проливе».
13 апреля 2022 года, на фоне вторжения России на Украину, внесён в санкционный список Великобритании за содействие политике и действиям дестабилизирующим Украину.  По аналогичным основаниям находится под санкциями Украины и Новой Зеландии.

## Награды

### Государственные
- Орден «За заслуги перед Отечеством» IV степени (10 августа 2009 года) — за большие заслуги в развитии системы образования и науки Российской Федерации и многолетнюю плодотворную деятельность[46].
- Почётная грамота Правительства Российской Федерации (17 июля 2004 года) — за большой личный вклад в развитие фундаментальной и прикладной науки, формирование национальной инновационной системы и многолетний плодотворный труд[47].

### Региональные
- Орден «Полярная Звезда» (17 июля 2009 года, Якутия) — за особые заслуги в развитии системы образования и науки, вклад в подготовку высококвалифицированных кадров для Республики Саха (Якутия) и многолетнее плодотворное сотрудничество[48].
- Медаль «За заслуги перед Чеченской Республикой» (24 июня 2009 года, Чечня) — за заслуги в развитии и совершенствовании системы образования и науки Чеченской Республикой[49].

### Иностранные
- Орден «Данакер» (1 декабря 2008 года, Кыргызстан) — за вклад в социально-экономическое развитие Кыргызстана, укрепление дружбы и сотрудничества между Кыргызской Республикой и Российской Федерацией в области науки и образования[50].
- Орден Белого слона первого класса (24 декабря 2008 года, Таиланд) — за вклад в укрепление сотрудничества в сфере образования, науки и техники между Королевством Таиланд и Россией[51].
- Орден Почёта (20 июля 2012 года, Молдавия) — в знак глубокой признательности за особый вклад в развитие и углубление экономического и научно-технического сотрудничества между Российской Федерацией и Республикой Молдова[52].

## Классный чин
- Действительный государственный советник Российской Федерации 1 класса (21 августа 2012 года)[53].